# 馮益
冯益（？—1149年），南宋宦官。
冯益是康王潜邸旧人，康王即位为宋高宗，自入内东头供奉官转任干办御药院，兼干办皇城司。他恃宠骄横。宋高宗到浙东，他和御前右军都统制张俊争渡，并言语讥讽刺张俊，再向皇帝面诉。绍兴三年（1133年），授武功大夫、康州防御使、带御器械，特任宣政使。冯益自称藩邸旧吏，请求高宗加恩，遂升任明州观察使。他请求再设御马院，自己担任管领，擅自穿越皇城便门。刘豫揭榜山东，说他派人收买飞鸽，有对朝廷不逊之语。张浚请求斩杀他，高宗不许后，予祠放归，从此家居廪祠十四年，后来牵连到柔福帝姬案，送到昭州编管，因为和皇太后联姻得于免罪。绍兴十九年（1149年）冯益卒。

## 延伸阅读
[在维基数据编辑]
 《宋史/卷469》，出自脱脱《宋史》